# Carlos Maside
Carlos Maside García (San Xulián, Puentecesures, 16 de marzo de 1897-Santiago de Compostela, 10 de junio de 1958) fue un pintor español. Perteneció a la llamada Xeneración do 30, un grupo de artistas inscritos en la corriente del realismo que predominó en los años de la Segunda República, entre los que se encontraban también Arturo Souto. Estos artistas, que tenían como maestro a Alfonso Daniel Rodríguez Castelao, buscaban representar la sociedad gallega de su tiempo con las técnicas y recursos estilísticos del arte contemporáneo.

## Biografía
Nació en el seno de una familia humilde, dedicada al comercio textil. Desde joven mostró aptitudes artísticas, por lo que sus padres lo matricularon en la Escuela de Gende y Trasmonte de Padrón. Al fallecer su padre, cuando Maside tenía quince años, entró a trabajar de mozo en una casa comercial de Villagarcía de Arosa. Sus inicios artísticos se dieron en diarios y revistas como Vida Gallega, Faro de Vigo y El Pueblo Gallego, donde publicaba viñetas de temática cotidiana. En 1926 obtuvo una beca de la Diputación de Pontevedra para estudiar en Madrid. Al año siguiente viajó a París, donde recibió la influencia del Art Nouveau, así como del grabado japonés y de artistas como Paul Cézanne, Paul Gauguin, Marcel Gromaire, Albert Marquet y Constant Permeke. En esos años se dedicó sobre todo al grabado y la ilustración, y colaboró en la revista Nueva España. Hacia 1930 comenzó a trabajar más con la técnica del óleo y fue consolidando su estilo, intentando aunar la tradición con el nuevo arte de vanguardia.
En 1930 realizó su primera exposición individual en la Asociación Gallega de Amigos del Arte. Su obra no fue valorada, por lo que decidió destruir todos sus cuadros. Ese mismo año, acusado de simpatizar con el Manifiesto Republicano, fue encarcelado en la Cárcel Modelo de Madrid, aunque, al no ser finalmente encausado, salió en libertad al poco tiempo.
En 1932 fue nombrado profesor en la Escuela de Artes y Oficios de Santiago de Compostela, cargo que compaginó dando clases en un instituto de La Estrada y, posteriormente, en Noya. En 1935 participó en el Salón de Arte Gallego de Vigo.
Su obra de los años 1930, sea en óleos, dibujos, estampas o ilustraciones, denota el influjo de las composiciones y sentido ornamental de la estampa japonesa, al tiempo que otorga un aire personal perceptible sobre todo en la delicadez de los rasgos y en cierto sentido monumental de la volumetría. Se centra en temas populares gallegos, como Mujer sentada (1930, Museo de Castrelos, Vigo), Campesinas hablando (1935, Museo de Castrelos, Vigo) o Muchacho comiendo (s.a., Museo de Castrelos, Vigo); o bien temas sociales, como La carga (1931, Nueva España n.º 38), donde denota también cierta influencia expresionista.En el Museo de Pontevedra podemos ver las estampas de  Campesinas comendo manzás (1927-1928) y Mercado (1927).
Tras la Guerra Civil, pese a premanecer en España, el artista, destituido de su puesto de profesor, se aisló de su entorno, un aislamiento del que empezó a salir en 1945. Representa el «exilio interior», no tan diferente del exilio exterior de artistas como Luis Seoane, con el que Maside mantuvo una extensa correspondencia. Su obra de estos años, sin perder del todo el anecdotismo, se torna más personal y moderna, con influencia del cubismo, especialmente de Robert Delaunay, en obras como Cacharreira (h. 1945, Museo de Castrelos, Vigo), Dúas paisanas (h. 1945, Museo Carlos Maside), Costureira (h. 1946-1949, Museo de Castrelos, Vigo), Mercado (1950, Museo de Castrelos, Vigo), Lavandeiras (1954) y Os novios (1954).
En 1950 fue nombrado director artístico de la editorial Galaxia. En 1951 participó en la Exposición de Artistas Gallegos organizada por el Centro Gallego de Buenos Aires. En 1953 expuso por última vez en la Sala de Turismo de Santiago de Compostela.
En 1970 se creó en su memoria el Museo Galego de Arte Contemporánea Carlos Maside, en Castro de Samoedo (Osedo, La Coruña).